# Alain Garraud
Alain Garraud (né le 4 août 1961 à Floirac en Gironde) est un joueur de football français, qui évoluait au poste de défenseur.

## Biographie
Alain Garraud joue principalement en faveur des clubs de Quimper et Valenciennes.  
Il dispute au cours de sa carrière, neuf matchs en Division 1, et 273 matchs en Division 2, inscrivant neuf buts.
Le 17 mars 1984, il inscrit avec l'équipe de Quimper un doublé en Division 2, lors de la réception de Roubaix.

## Palmarès
US Valenciennes-Anzin
- Championnat de France D2 (1) :
  - Champion : 1991-92 (Gr. A).